# Palacios de Goda
Palacios de Goda – gmina w Hiszpanii, w prowincji Ávila, w Kastylii i León, o powierzchni 52,99 km². W 2011 roku gmina liczyła 447 mieszkańców.